# 42丁目-ブライアント・パーク/5番街駅
42丁目-ブライアント・パーク/5番街駅（42ちょうめ-ブライアント・パーク/5ばんがいえき、英語: 42nd Street–Bryant Park/Fifth Avenue）はニューヨーク市地下鉄IND6番街線とIRTフラッシング線の乗換駅である。マンハッタン区ミッドタウンの西42丁目と6番街の交差点に位置し、7系統・D系統・F系統が終日、B系統とM系統が平日23時まで、<7>系統が21時半までのラッシュ時に混雑方向へ向かう列車が停車する。

## 駅構造
| G             | 地上階                                     | 出入口 |
| B1            | 改札階                                     | 改札口、駅員詰所、メトロカード自動券売機、ホーム間連絡通路 （42丁目-6番街交差点の北西・南西角にエレベーターあり。ただしプラットホーム階は車椅子非対応）                   |
| B2 IND ホーム | 南行緩行線                                 | ← カルバー線経由コニー・アイランド駅行き（34丁目-ヘラルド・スクエア駅） ← 平日のみ：メトロポリタン・アベニュー駅行き（34丁目-ヘラルド・スクエア駅）                       |
| B2 IND ホーム | 島式ホーム、到着番線に応じた側のドアが開く | |
| B2 IND ホーム | 南行急行線                                 | ← 平日のみ：ブライトン・ビーチ駅行き（34丁目-ヘラルド・スクエア駅） ← ウェスト・エンド線経由コニー・アイランド駅行き（34丁目-ヘラルド・スクエア駅）                       |
| B2 IND ホーム | 北行急行線                                 | → ラッシュ時：ベッドフォード・パーク・ブールバード駅行き（47丁目-50丁目駅）→ ラッシュ時以外の平日：145丁目駅行き（47-50丁目駅）→ ノーウッド-205丁目駅行き（47-50丁目駅）→ |
| B2 IND ホーム | 島式ホーム、到着番線に応じた側のドアが開く | |
| B2 IND ホーム | 北行緩行線                                 | → ジャマイカ-179丁目駅行き（47-50丁目駅）→ 平日のみ：フォレスト・ヒルズ-71番街駅行き（47-50丁目駅）→                                                                      |
| B3 IRT ホーム | 南行線                                     | ← 34丁目-ハドソン・ヤード駅行き（タイムズ・スクエア駅） |
| B3 IRT ホーム | 島式ホーム、左側ドアが開く                 | |
| B3 IRT ホーム | 北行線                                     | → フラッシング-メイン・ストリート駅行き（グランド・セントラル駅）→ |

当駅は乗換駅ながら1967年12月18日から1968年まではIND・IRT両駅の間は平日のみ無料で乗換ができ、利用客は紙のきっぷを利用した。現在は駅を1つに統合したためきっぷは必要なく、自由に乗換を行うことが可能である。駅は1998年に1度改装されており、ADAに準拠するようにエレベーターが設置された。なお、エレベーターは地上から改札階までで改札階から各ホームへは繋がっていないため完全にADAに準拠しているわけでは無い。
2010年に当駅のIND側はニューヨーク市内において最も騒々しい場所との評価を受けている。

## IND6番街線
IND6番街線42丁目-ブライアント・パーク駅 (42nd Street–Bryant Park) は1940年12月15日、IND6番街線の47丁目-50丁目-ロックフェラー・センター駅 - 西4丁目-ワシントン・スクエア駅間の開業と同時に緩行線2線と急行線2線、島式ホーム2面を有した2面4線の地下駅として開業した。B系統とD系統が急行線を使用し、F系統とM系統が緩行線を使用する。
両ホーム外側、南北緩行線壁面は白のタイルが敷き並べられているが、上部には茶色と緋色の横線があり、その下に黒地に白で「42」と書かれた小さな標がある。また、ホーム上に等間隔で立っている赤色の柱にはニューヨーク市地下鉄標準の黒地に白の駅名標が掲げられているほか、南北急行線間の柱には白地に黒で「42」と書かれた標がある。
駅の改札階は駅の南端から北端まで繋がっており、そこから改札外で南隣の34丁目-ヘラルド・スクエア駅まで連絡通路が繋がっていた。この連絡通路はラッシュ時などに当駅と34丁目駅に殺到する乗客をなるべく分散させて混雑緩和を狙うために設置され、例えば南行列車に乗って34丁目駅に行きたい乗客が混雑を避けるために当駅で降りて34丁目駅まで連絡通路を歩く、またその反対の効果を期待して設置された。しかしこの連絡通路は非常に長く照明も薄暗く、1980年代に入ると防犯対策の甘さに目を付けたホームレスや違法薬物使用者の溜まり場となり治安が悪化、連絡通路を利用する乗客は激減し遂には強姦事件まで発生。これを受けて1991年3月23日に連絡通路は閉鎖された。連絡通路跡は現在は倉庫などとして利用されている。
当駅南側には分岐器がいくつもあり、南北緩行線および南北急行線の4線を自由に行き来することができる。しかし、この分岐器は通常運行時には用いられていない。

### 出入口
当駅の改札口は駅の北端2ヶ所と南端1ヶ所の計3ヶ所にあり、終日開いている改札口は北端にある。こちらはIRTフラッシング線との乗換通路がある側で、6番街と西42丁目の交差点付近へ出ることができる。反対の南端側には無人改札口があり、6番街と西39丁目の交差点付近へ出ることができる。もう1つの北端の改札口は6番街と西42丁目の交差点付近へ出ることができるほか、バンク・オブ・アメリカ・タワーのすぐ近くまで連絡することも可能である。
- 階段1つ、6番街と西42丁目の交差点北東[8]。
- エレベーター1機、階段2つ、6番街と西42丁目の交差点北西[8]。
- 階段1つ、6番街と西42丁目の交差点南東[8]。
- エレベーター1機、階段1つ、6番街と西42丁目の交差点南西[8]。
- 階段1つ、6番街と西40丁目の交差点北東[8]。
- 階段1つ、6番街と西40丁目の交差点北西[8]。
- 階段1つ、6番街と西40丁目の交差点北西、建物内[8]。
- 階段1つ、6番街と西40丁目の交差点南東[8]。
- エレベーター1機、階段1つ、6番街と西40丁目の交差点南西[8]。

なお、先述の通り地上階から改札階へは3機のエレベーターが稼働しているが改札階から各ホームへのエレベーターは無いため、ホームへ降りるもしくはその反対の場合は階段を利用する必要がある。

## IRTフラッシング線
IRTフラッシング線5番街駅 (Fifth Avenue) または5番街-ブライアント・パーク駅 (Fifth Avenue–Bryant Park) は島式ホーム1面2線の地下駅である。
ホーム外側、南北両線の壁面は白のタイルが敷き並べてあるが、上部には金色の横線が入っており、「5」とモザイクを用いて書かれたアートがある。
駅には2002年にサム・クンシェ製作のアートワークが飾られ、『Under Bryant Park』と呼ばれている。このアートワークはIRTとINDの乗換通路に飾られている。
また、当駅はニューヨーク市地下鉄内において初めて自動券売機を設置した駅となっており、MTAの小売活動を活性化させる役目を担っている。

### 歴史
当駅は1926年3月22日に開業、これに伴いIRTフラッシング線は終着駅を東隣のグランド・セントラル駅から当駅へと移している。駅は約1年後の1927年3月14日にタイムズ・スクエア駅まで路線が延伸されるまでフラッシング線の西端駅であった。
1955年から1956年に掛けて、当駅を含めたフラッシング線内の駅はクイーンズボロ・プラザ駅を除いてホーム有効長を11両へ延長する工事を行った。

### 出入口

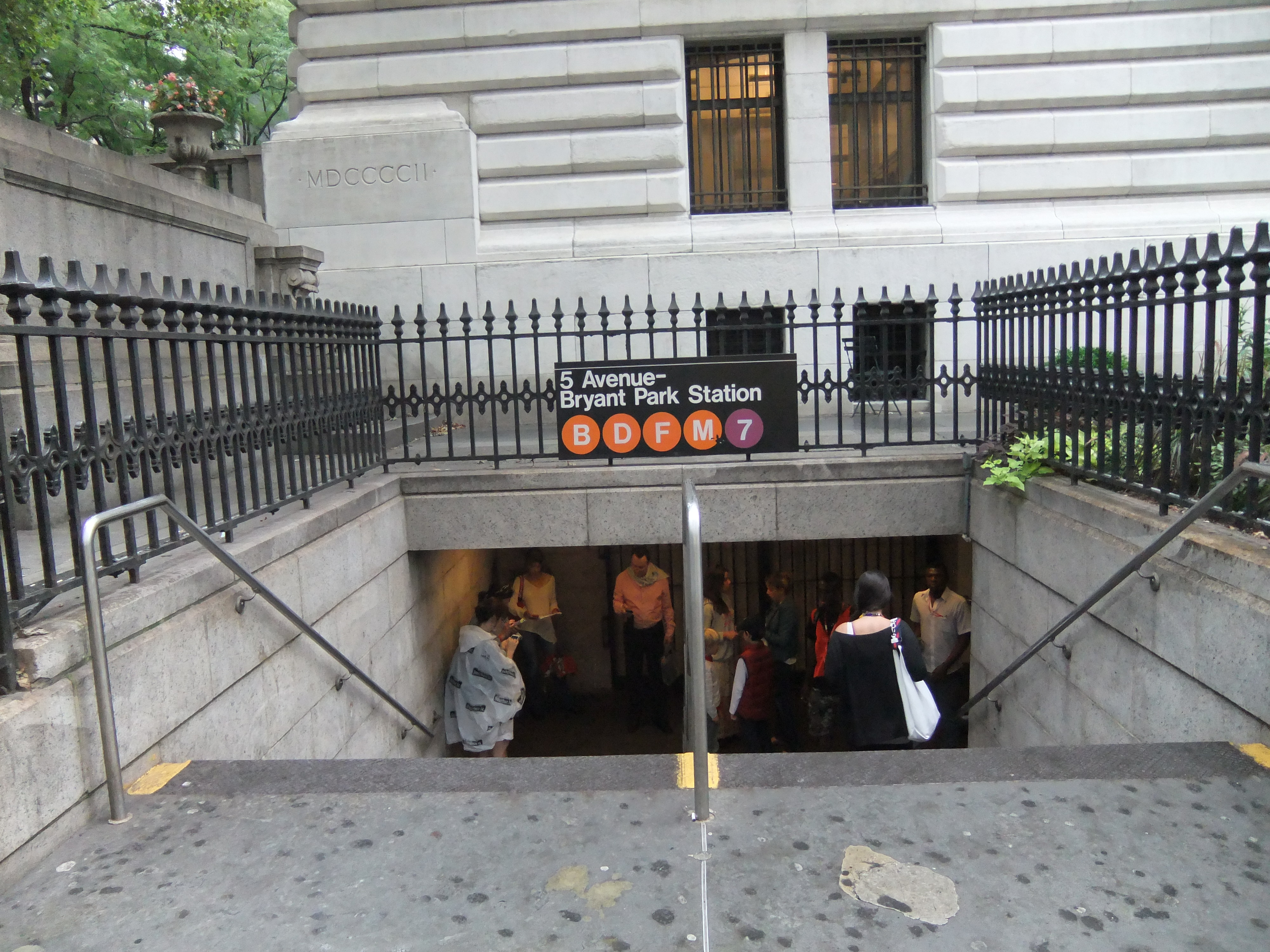
IRTホームへの入口

当駅の改札階は駅の東端から西端まで繋がっており、改札口はそれらの両端2ヶ所にある。終日開いている改札口は東側にあり、こちらはブライアント・パーク北側、西42丁目へと出ることができる。反対の西側へ向かうと改札口階が2本に分かれる。一方は1度下に降りた後に再度上へ上がりIND6番街線へと乗り換えることができる。もう一方はそのまま西側の改札口へと続き、西42丁目と6番街の交差点へと出ることができる。
- 階段1つ、6番街と西42丁目の交差点南西[8]。
- 階段1つ、ブライアント・パーク北側、西42丁目南側[8]。
- 階段1つ、ブライアント・パーク北側、西42丁目北側[8]。
- 階段1つ、NYUミッドタウン・センター真向かい、西42丁目南側[8]。